# Franco Diogene
Concetto Franco Diogene (* 20. Oktober 1947 in Catania; † 27. Mai 2005 in Genua) war ein italienischer Schauspieler.

## Leben
Diogene ist der Sohn eines sizilianischen Vaters und einer ligurischen Mutter. Die Familie zog nach Genua, als er sechs Jahre alt war. Dort verbrachte er seine Schulzeit und Jugend. In jungen Jahren erhielt er einen Vertrag im „Sala Carignano“ und ab 1972 beim „Teatro Duse“. Gianfranco De Bosio verpflichtete ihn für einen Part in Anconetanna. Nach einem ersten Auftritt in einer Franco & Ciccio-Komödie 1966 bot die Italo-Svevo-Verfilmung Ein Leben erste Fernseherfahrung; seit 1973 war der mit einer beträchtlichen Leibesfülle versehene Diogene auf der Leinwand zu sehen. Er spielte vor allem in Komödien, in denen er in durch seinen Körperumfang erheiternd wirkenden Rollen besetzt wurde, regelmäßig und in insgesamt knapp 80 Filmen mit. Der als Lebemann geltende und spirituell wie philosophisch interessierte Darsteller nahm im letzten Lebensjahrzehnt auch Fernsehrollen an.
Diogene war mit Mariella Denari verheiratet, mit der er in Newport Beach in den USA lebte. Er starb im Alter von 57 Jahren an den Folgen eines Herzinfarktes.

## Filmografie (Auswahl)
- 1973: Wer macht was mit wem, und warum nicht mit mir? (Maria Rosa la guardona)
- 1974: Herr Oberst haben eine Macke (Il colonnello Buttiglione diventa generale)
- 1975: Flotte Teens und heiße Jeans (La liceale)
- 1975: Der geheimnisvolle Killer (Nude per l'assassio)
- 1976: Ab morgen sind wir reich und ehrlich
- 1976: Die blutigen Spiele der Reichen (Roma: l’altra faccia della violenza)
- 1977: Der Polyp – Die Bestie mit den Todesarmen (Tentacoli)
- 1978: 12 Uhr nachts – Midnight Express (Midnight Express)
- 1979: Das Schlitzohr von der Sitte (La poliziotta della squadra del buon costume)
- 1981: Gib dem Affen Zucker (Innamorato pazzo)
- 1982: Wer hat dem Affen den Zucker geklaut? (Grand Hotel Excelsior)
- 1982: Wild trieben es die alten Hunnen (Attila flagello di Dio)
- 1984: Keiner haut wie Don Camillo (Don Camillo)
- 1986: Der Brummbär (Il burbero)
- 1987: Interzone (Interzone)
- 1989: Das Haus des Bösen (La dolce casa degli orrori)
- 1990: Spatzi, Fratzi & Co. (C’era un castello con 40 cani)
- 1991: Arizona Road (Fuga da Kayenta)
- 1994: Cops (Poliziotti)
- 1996: The Stendhal Syndrome (La sindrome di Stendhal)
- 1997: Clue Master (Il tocco: La sfida)